# André Muff (Unihockeyspieler)
André Muff (* 2001) ist ein Schweizer Unihockeyspieler, der beim Nationalliga-A-Verein Ad Astra Sarnen unter Vertrag steht.

## Karriere
Muff debütierte, nachdem er die Nachwuchsabteilung von Ad Astra Sarnen absolvierte, während der Saison 2019/20 für die erste Mannschaft der Obwaldner. Auf die Saison 2021/22 trat Muff aufgrund seines Studiums kürzer.